# Roland (Oklahoma)
Roland è un comune degli Stati Uniti d'America, situato in Oklahoma, nella contea di Sequoyah.